# الشعبات السفلى (أفلح الشام)

تعديل مصدري - تعديل

الشعبات السفلى هي إحدى قرى عزلة بني حفيظ والمكارمة بمديرية أفلح الشام التابعة لمحافظة حجة، بلغ تعداد سكانها 298 نسمة حسب تعداد اليمن لعام 2004.